# Vitvingad trut
Vitvingad trut (Larus glaucoides) är en art inom familjen måsfåglar. Som namnet avslöjar är den mycket ljus och den påminner om vittruten men är tydligt mindre. Arten häckar i arktiska Nordamerika och på Grönland. Vintertid förekommer den regelbundet i nordvästra Europa. Den västliga formen thayeri, tidigare ofta betraktad som den egna arten "thayertrut", inkluderas numera i vitvingad trut. IUCN kategoriserar den som livskraftig.

## Utbredning och systematik
Vitvingad trut häckar i arktiska områden i Kanada och Grönland. De nordligaste populationerna är utpräglade flyttfåglar och övervintrar i Nordatlanten så långt söderut som Brittiska öarna och de nordligaste staterna i östra USA. Några fåglar övervintrar i de Stora sjöarna. Vissa populationer som häckar längre söderut, som på Grönland, förflyttar sig bara ut till kusten efter häckningstid.
Vitvingad trut delas upp i tre underarter:
- grönlandstrut[3] Larus glaucoides glaucoides – nominatformen häckar på södra och västra Grönland. Vintertid uppträder den så långt söderut som norra Europa.
- baffintrut[3] Larus glaucoides kumlieni, Brewster 1883 – häckar i nordöstra Kanada, på Baffinön och nordvästra Ungavahalvön. Den övervintrar så långt söderut som norra USA. Den har fått det officiella namnet baffintrut.[4]
- Larus glaucoides thayeri – häckar från Hudson Bay till västra Grönland. Den övervintrar i västra Nordamerika från British Columbia.

Underarten thayeri behandlades fram tills nyligen ofta som den egna arten thayertrut. Studier visar dock att den studie som ligger till grund för det synsättet präglas av en mängd vetenskapliga felaktigheter, varför arten numera vanligen betraktas som underart till vitvingad trut.

### Förekomst i Europa
Under 1800-talet kan arten ha häckat på Jan Mayen, möjligen även på ryska Novaja Zemlja och i nordvästra Ryssland. Vintertid är nominatformen regelbunden på Island, med mindre antal på Färöarna, Brittiska öarna och i Skandinavien. I Sverige är den en sällsynt gäst, mycket ovanligare än vittruten med bara något enstaka fynd årligen, vanligen på Västkusten och mest i november till mars.
Baffintrut kumlieni uppträder mer sällsynt, men är regelbunden på Island. Vissa når även Färöarna, mycket fåtaligt även Storbritannien. I Sverige har endast tre fynd gjorts av kumlieni – alla i Halland.
Underarten thayeri är en mycket sällsynt gäst i Europa, med enstaka fynd i Storbritannien, Danmark, Norge, Irland, på Island samt en återkommande individ i Spanien. Den har även setts i Japan.

## Utseende och läte

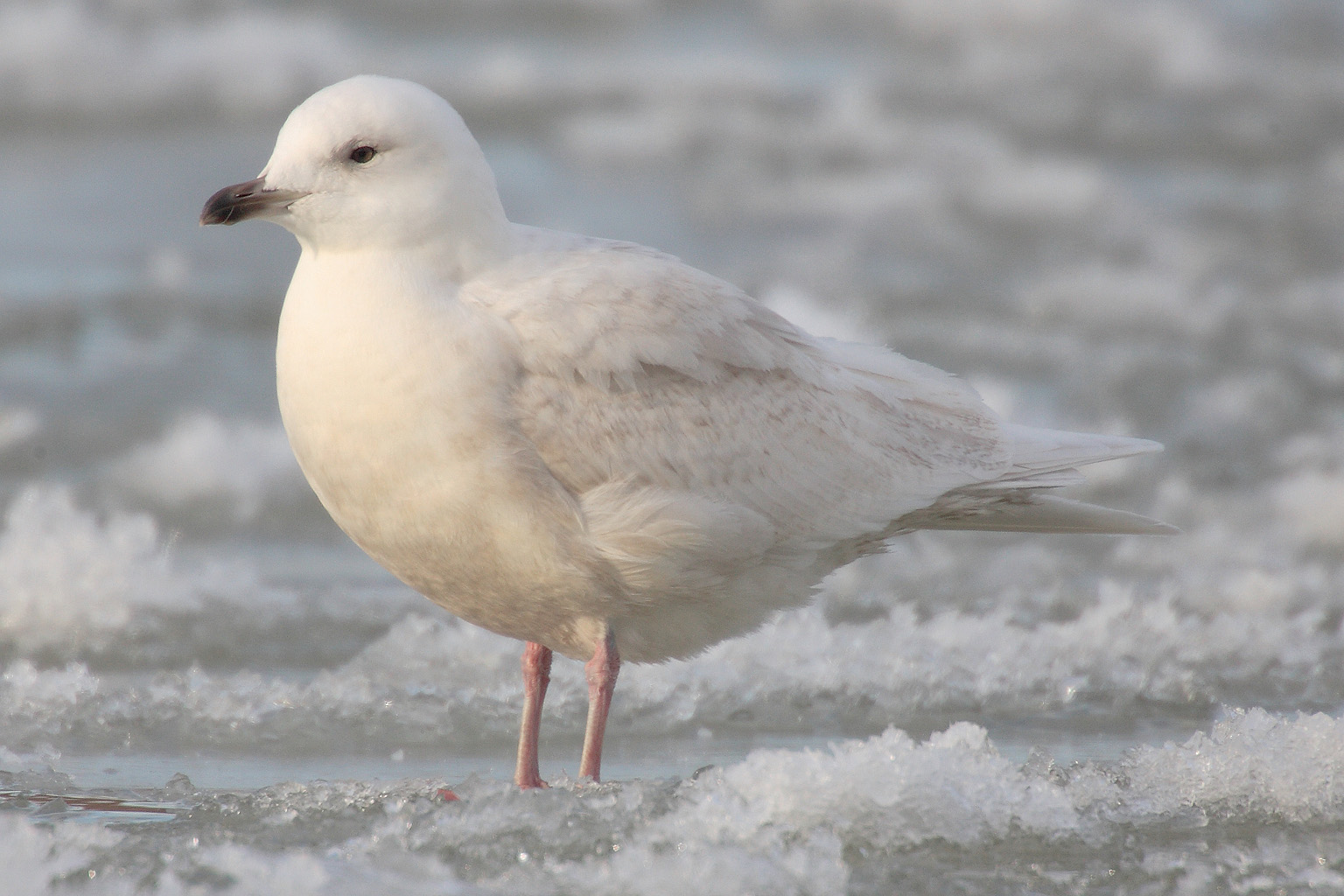
En 2K vitvingad trut, ljus morf, fotograferad i februari i Toronto. Notera den ljusa näbbasen som ofta anläggs redan under fågelns första vår.

Vitvingad trut är en ganska stor mås med en längd på 50–66 centimeter, ett vingspann på 115–140 centimeter och en vikt på 820–1 100 gram. Den är mycket ljus i alla fjäderdräkter, och saknar helt svarta inslag på vingar och stjärt. Den är mindre och har tunnare näbb än den mycket större vittruten, och är också vanligtvis mindre än gråtruten. Dess fjäderdräkt blir fullt utfärgad under fjärde levnadsåret.
Adulta fåglar är mycket ljust grå på ovansidan, vit undertill, har mörkt rosa ben, gulgrön näbb, helvitt huvud på sommaren och gråvattrat huvud på vintern. Juvenila och 1:a vinterns fåglar är gråbeiga med ljusare vingovansida än resterande kropp. Dess näbb är mörk, mörkare än vittrutens, med en mörkt grårosa färg på näbbasen och den har ett helsvart öga. Det finns också en ljus morf som under första vintern är helvita med ljusrosa ben och näbbas, och med en mörk näbbspets. Under fågeln första vår utvecklar den en ljust grågrön näbbas. 2:a vinterns fåglar har en helvit fjäderdräkt med viss grå vattring, speciellt på huvudet, i nacken och på bröstsidorna. Den har ljust gul iris, ljust grågrön näbbas, rosagrå näbbspets och ett svart streck däremellan. Lätet är ett "skrattande" rop liksom gråtrutens, men ljusare.

### Morfologiska skillnader mellan underarter

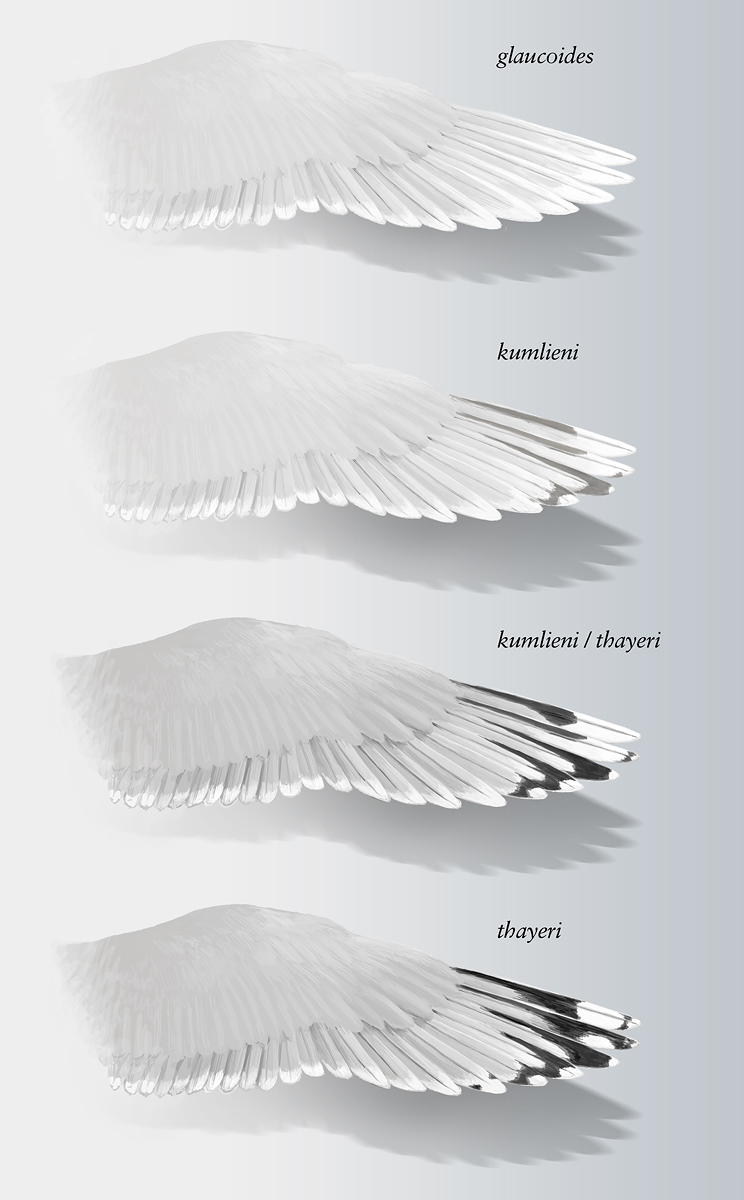
Skillnader i handtecking hos underarterna glaucoides, kumlieni och thayeri.

Underarten kumlieni är i genomsnitt större än nominatformen med grövre näbb och karakteristiskt tecknad vingspets med mörkare gråsvarta partier (nominatformen har helvita spetsar). Ögat är ofta mörkt och ungfåglar har ofta mörkare ändband på stjärten. Alla individer går dock inte att särskilja.
Underarten thayeri ("thayertrut") är i snitt något större, har än mer svart på vingspetsarna samt är mer streckad på huvudet vintertid. Ungfågeln är mörkare och har kontrasterande mörkare armpennor. Jämfört med den snarlika kanadatruten har den å andra sidan mer svart på vingspetsen och ungfågeln är blekare med framför allt ljusare handpennor. Den har vidare mörk iris, medan kanadatrutens är ljus.

## Ekologi

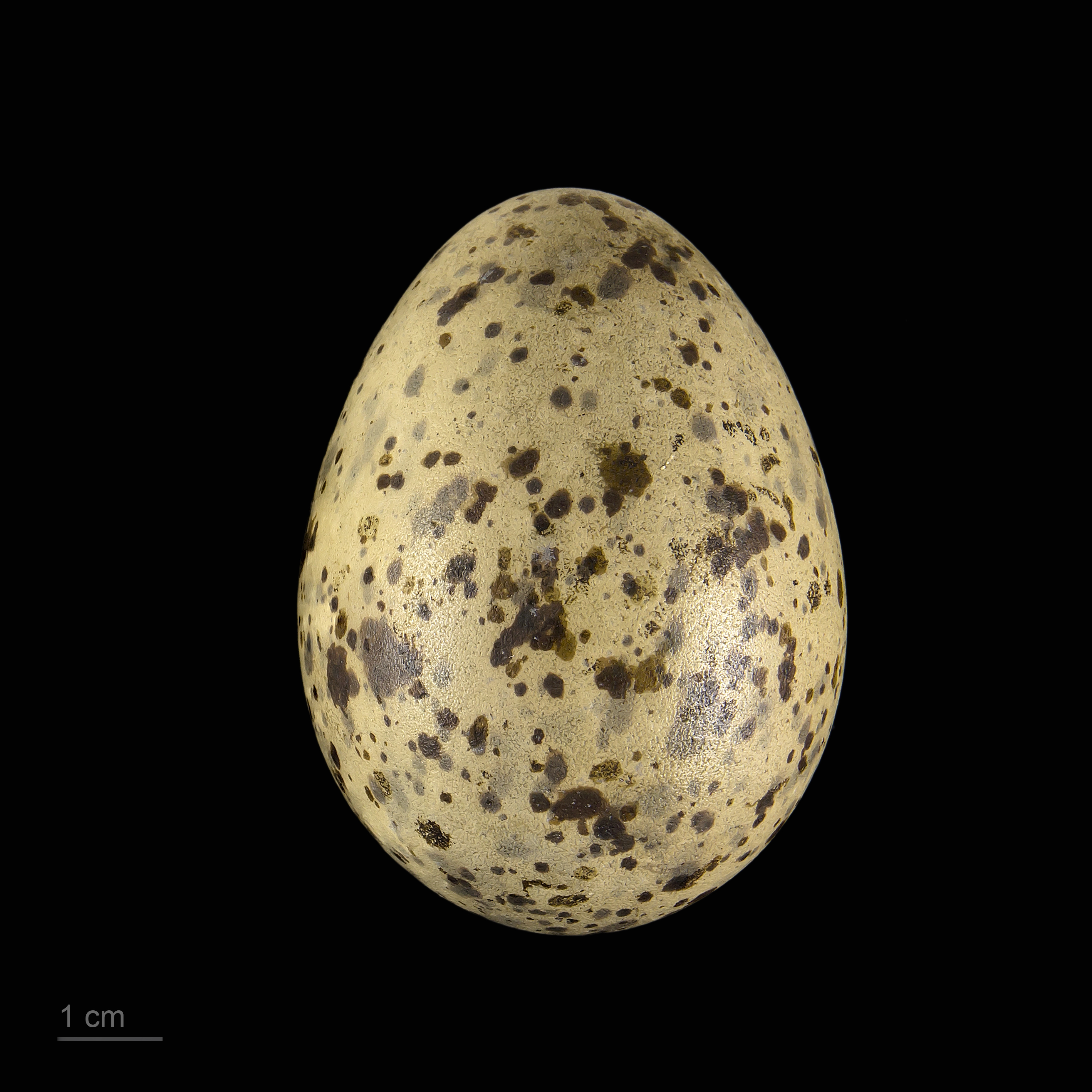
Ägg av vitvingad trut.

### Biotop och häckning
Vitvingad trut häckar i kolonier eller ensamt på klippiga kuster, i fjordar med branta stup och på låga öar. Den bygger sitt bo av torrt gräs och sjögräs och boet placeras på högt belägna klippavsatser eller direkt på marken på skyddade öar. I allmänhet lägger den två till tre ägg. Efter häckningen återfinns den i liknade biotoper men även i hamnar, på soptippar, vid avloppsutsläpp och vid reservoarer i inlandet. Den undviker dock generellt färskvattenbiotoper.

### Föda
Liksom de flesta arterna i släktet Larus är vitvingad trut allätare men den lever främst av småfisk, främst arter av Salmo, Sprattus och Clupea, marina ryggradslösa djur, fiskrens, fågelägg och ungar, speciellt av tretåig mås och frön. I mindre utsträckning äter den även as och avfall. Den födosöker medan den flyger och plockar upp föda på, eller strax under, vattenytan. Den tar också föda medan den går eller simmar, exempelvis på tidvattenstränder.

## Status och hot
Den vitvingade truten har ett mycket stort utbredningsområde, den globala populationen är stor (uppskattningsvis bestod den år 2015 av 190 000–400 000 individer) och utvecklingstrenden bedöms som stabil. Utifrån dessa kriterier bedöms inte arten vara hotad och IUCN kategoriserar därför den som livskraftig (LC).